# Vídeo
El vídeo és la branca de la tecnologia que es dedica al processament de senyals electrònics que representen fitxers d'imatges en moviment.
La paraula "vídeo" es fa servir amb molta freqüència per a referir-se als diferents formats dels suports en què s'emmagatzemen aquests senyals. Es pot trobar vídeo digital (DVD, WMF, QuickTime, Ogg, DivX, ...) i cintes de vídeo analògiques (VHS, Betamax). Una productora de vídeo és l'empresa dedicada a la creació de vídeos. El mot català "vídeo" en llatí, i accentuat a la e, vol dir "veig".

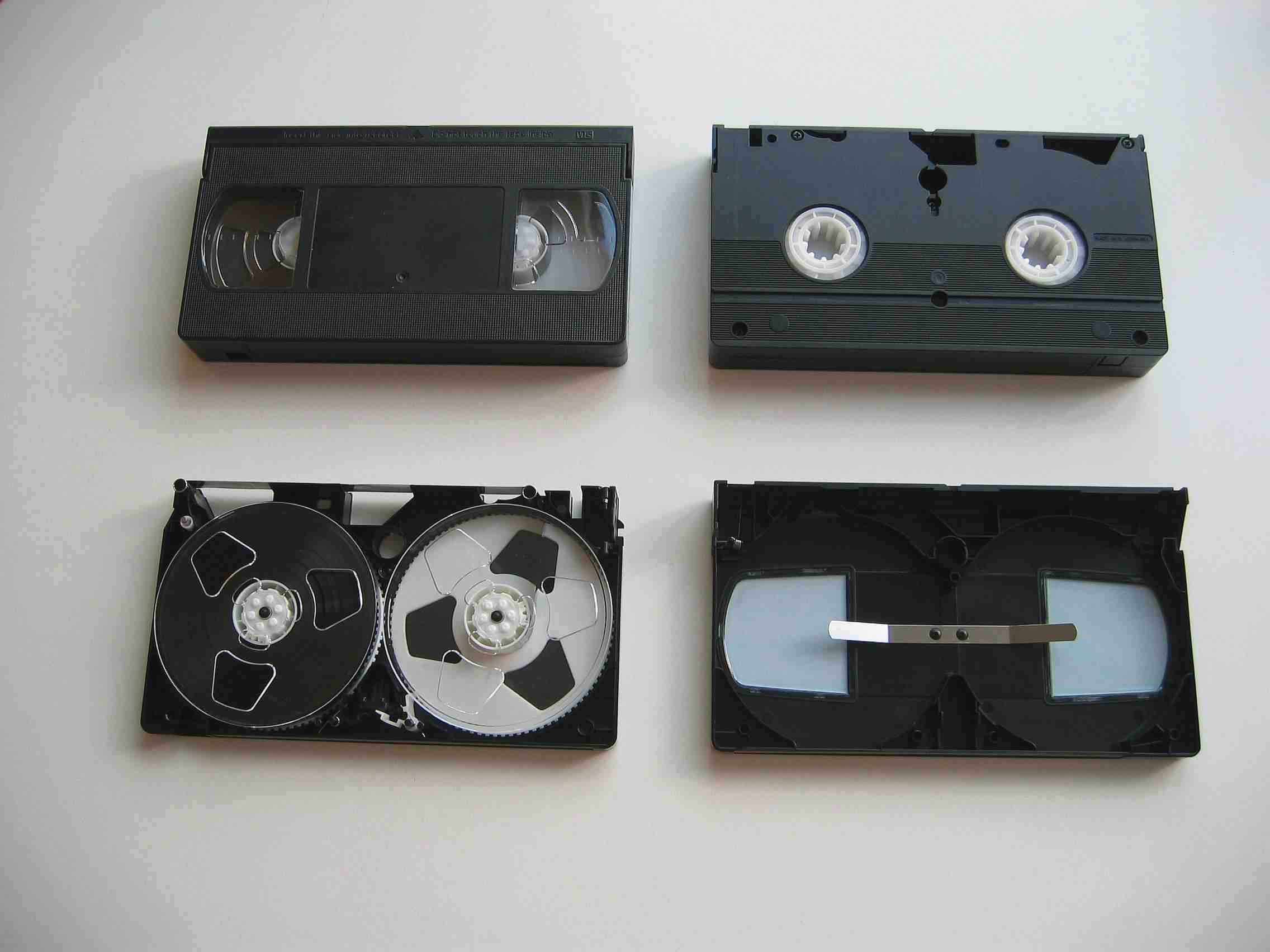
Cassette VHS

La tecnologia del vídeo va ser desenvolupada per primera vegada pels sistemes de la televisió, però ha derivat en molts formats per tal de permetre la gravació de vídeo dels consumidors i que també pugui ser vist a través d'Internet.
En alguns països també se l'anomena vídeo a una gravació d'imatges i de so en cinta magnètica o en disc òptic, tot i que amb l'aparició d'aquests últims, aquest terme generalment s'identifica amb les gravacions anteriors amb cinta magnètica; del tipus VHS, Betamax. Actualment molts vídeos es pengen en llocs web, com per exemple YouTube, que conté diferents tipus de reproduccions.
Inicialment el senyal de vídeo està format per un nombre de línies agrupades en diversos quadres i aquests, a la vegada, dividits en dos camps duen la informació de llum i color de la imatge. El nombre de línies, quadres i la forma de dur la informació del color depèn de l'estàndard de televisió concret. En l'actualitat hi ha multitud d'estàndards diferents, especialment en l'àmbit informàtic.

## El vídeo i la televisió
Durant més d'una dècada el potencial del vídeo ha estat explorat, sovint d'una manera innovadora, dins de les estructures establertes de la televisió i del cinema.
En la televisió britànica, com en les altres televisions, el vídeo va ser inicialment utilitzat per gravar programes produïts a l'estudi en directe. Els drames en vídeo eren un calc captat del que essencialment era una producció en l'escenari. Però com que les possibilitats del muntatge d'imatges en vídeo eren cada vegada més grans i es manipulaven d'una altra manera, un petit nombre de directors va començar a trencar amb aquesta manera de treballar i a crear drames que no eren ni teatre de plató ni meres temptatives cinematogràfiques. The Chester Mystery Plays (1976, BBC), dirigida per Piers Haggard, va ser una ambiciosa versió d'un text clàssic que va explotar el potencial, recentment introduït, de la manipulació electrònica de les imatges. Quan el nou processador d'imatges va ser assequible, altres escriptors i directors van ser atrets pel potencial creatiu que aquesta nova tecnologia oferia.
Al mateix temps, altres directors en comptes de rodar amb moltes càmeres i amb una complexa il·luminació, van començar a utilitzar càmeres d'estudi molt millorades amb composicions molt simples per aconseguir una nova precisió en els vídeos de drames de repertori produïts als platós. La producció de Richard Eyre The Cherry Orchard (1981 BBC) és una impecable demostració d'aquest apropament.
La televisió dels Estats Units ha realitzat poques obres semblants, però diverses emissores europees han col·laborat amb prominents directors per produir obres diferents en cintes de vídeo. Rainer Werner Fassbinder amb la seva obra Nora Helmer (1973) va realitzar una sorprenent versió en vídeo de La casa de les nines d'Ibsen, on l'acció està constantment enfosquida com per a suggerir l'empresonament emocional de Nora.

## La producció domèstica
En els inicis de la cinematografia no hi havia diferència entre l'equip dels aficionats i el dels professionals, tot i que l'any 1898, el pioner britànic Birt Acres va dissenyar la primera càmera i un projector de baix cost pel mercat en general. Però fins a principis dels anys vint la companyia francesa Pathè i Eastman Kodak no van introduir sistemes que pretenien captar l'ampli mercat de l'aficionat. Eastman va dissenyar un nou format, que tenia 16 mm d'ample i, en els anys 30, hi va haver una forta competència amb el projector Pathè-Baby, de la companyia Pathè.
L'any 1932, Eastman Kodak va comercialitzar per primera vegada un sistema viable de 8 mm, amb una càmera que duia una pel·lícula de 62 centímetres de llarg i de 16 mm d'ample, però que tenia el doble de perforacions que la normal. Aquest sistema es va fer cada vegada més popular després de la Segona Guerra Mundial, i l'any 1965 Eastman va realitzar una major innovació amb el seu cartutx del Super 8. El nou format feia un ús molt més eficient de la tira de pel·lícula, augmentant l'àrea de la pel·lícula en un cinquanta per cent, i la seva adequada carrega en els cartutxos va significar el domini immediat del mercat de l'aficionat.
Durant els anys setanta, les companyies van buscar en les cintes de vídeo l'equivalent del Super 8. Akai va ser un dels primers en introduir-se al mercat amb un sistema monocromàtic d'un quart de polzada a finals dels anys setanta. L'any 1980 Sony va introduir el Video 8, un format de cinta que correspon a la mida d'una pel·lícula de 8 mm.
Tant els artistes com els realitzadors de documentals estaven començant a explorar el potencial d'aquests sistemes. L'any 1987 el Canal Plus francès va passar un documental sobre Shanghai, realitzat en Video 8 per Règis Debray. Vist en una bona pantalla de televisió, la qualitat de la imatge era total i no es podia distinguir d'un sistema professional. La facilitat de maneig del Vídeo 8 va aconseguir que la realització d'imatges fos tan fàcil (en termes tècnics) com mai ho havia estat en la història de les imatges en moviment.

## Vídeos Musicals
Els vídeos musicals han demostrat ser una de les formes més utilitzades de la imatge en moviment dels anys vuitanta, tot i que la idea de sincronitzar la imatge i la música és tan antiga com el cinema. Per tant, fins i tot abans que el fonògraf d'Edison utilitzat per primera vegada el 1877, els music halls presentaven cançons acompanyades amb diapositives que s'adequaven al ritme de la música. Pel·lícules de vodevils i d'òpera, acompanyades de gravacions de música i cançons ja eren molt populars a principis de segle.
Entre els cineastes pioners, que desitjaven fer més que simplement captar les representacions en directe d'una pel·lícula, es trobava l'animador alemany Oskar Fischinger, que des l'any 1921 va realitzar pel·lícules abstractes per acompanyar tant la música de jazz com la clàssica. Fischinger va emigrar uns anys més tard als Estats Units, on va treballar tant amb la Paramount com amb Disney. Un altre animador que va explorar idees semblants va ser George Pal, que va crear a Holanda una sèrie de curts musicals enaltint les virtuts dels productes que fabricava la companyia Philips. Aquest últim, també va anar a Hollywood per a continuar realitzant curts amb músics de jazz com Duke Ellington o Woody Herman.
Als Estats Units, a finals dels anys quaranta, els curts musicals no es realitzaven tan sols pel cinema, sinó pels jukeboxs que hi havia en el mercat, entre ells Panoram Soundies. La idea va ser utilitzada de nou en el sistema francès Scopitone, que reproduïa pel·lícules en color dels cantants més populars. Però les màquines de discos no van reaparèixer fins al voltant de l'any 1983, després que els vídeos musicals s'haguessin introduït fermament en la cultura.
Durant els anys cinquanta i seixanta la música rock establia relacions incertes amb la televisió i el cinema. Però l'any 1949, Paul Whiteman's TV Teen Club (ABC) presentava música popular per a joves, tot i que els seus gustos musicals eres conservadors. A Gran Bretanya, però, van retransmetre música pop a la televisió amb una potència més apropiada per al seu públic. Ready, Steady-Go! (1963-66) produïda per Jack Good amb una gran energia en la presentació de grups, tindria una gran influència durant almenys vint anys.
Quan els models de venda de discos van canviar, la presentació de música en directe va passar a ser més complexa i a dependre de la tecnologia. L'impacte visual era important per a certs grups com Pink Floyd, que va gravar un concert en pel·lícula: Pink Floyd at Pompeii (1971). A principis dels anys setanta es continuaven elaborant curts de promoció, que no van passar de ser una activitat suplementària fins a l'any 1975. Les companyies de discos es van interessar immediatament, després que el videoclip de Bohemian Rhapsody, de Queen, arribés a la primera posició de les llistes gràcies a la BBC. El programa Top of the Pops va començar a realitzar regularment nous vídeos musicals.
Els vídeos musicals han seguit oferint noves imatges amb enlluernadores seqüències d'espectaculars gags o màgia imaginativa. Tot i així, la majoria dels vídeos musicals són una barreja trillada d'imatges fantàstiques que tan sols es preocupen d'aconseguir un impacte visual immediat.

## Altres aplicacions
Una aplicació del món del vídeo era la televisió, seguida, possiblement pels vídeos domèstics. No obstant això, mercès a internet s'ha produït una proliferació de diferents formats de vídeo comprimits que en permeten la difusió per aquest mitjà a una audiència planetària (vegeu també videoblog).
El vídeo també es fa servir per a aplicacions artístiques, científiques i d'enginyeria, didàctiques, de seguretat i de producció.

### Artístiques
Tal com els pintors es van sentir atrets pel cine durant la primera dècada de segle, als anys setanta, uns quants artistes visuals van començar a explorar les possibilitats del vídeo. A Colònia, l'any 1959, Wolf Vostell va muntar una exposició d'aparells de televisió que havien estat trencats, tacats amb pintura i fins i tot amb algun tret de pistola.
Uns anys abans de les primeres exposicions de Vostell, almenys dos grans artistes estaven experimentant molts dels assumptes que es convertirien en les preocupacions del vídeo de l'art.
Ni Ernie Kovacs ni Jean Christophe Averty s'haurien descrit a ells mateixos com a vídeo artistes. Eren animadors, que es preocupaven d'aconseguir una gran quantitat de públic. Però a la vegada, estaven fascinats per les possibilitats del món televisiu. A principis de l'any 1951, Kovacs va posar al descobert els mecanismes de la producció de televisió, amb una edició del seu espectacle a la NBC It's Time for Ernie, en la qual va rodar furtivament les instruccions que li xiuxiuejava l'operador de la càmera. Jean-Christophe Averty va començar realitzant programes de jazz per a la televisió francesa als anys cinquanta. Però va ser l'any 1964 amb la sèrie Les Raisins Verts, quan va explotar per primera vegada el poder creatiu de les imatges electròniques.
Les idees que hi havia al fons de la seva obra, i en les de Kovacs, van ressorgir en les sèries de comèdia anàrquiques a Monty Python's Flying Circus, a Saturday Night Live i a la frenètica fantasia visual de PeeWee Herman's Playhouse. Una preocupació per explotar les qualitats especifiques del medi també informa moltes de les tendències de la vanguardia del vídeo.

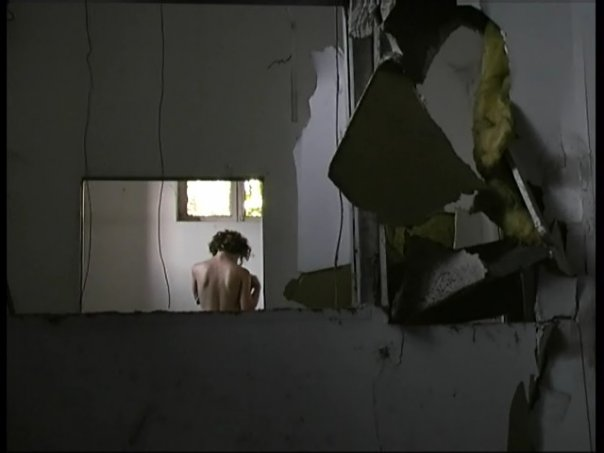
Fotograma de Railway1, una obra de vídeo-dansa de 2013

El vídeo és una eina de suport a moltes de les arts audiovisuals, dintre de les arts plàstiques és protagonista a les videoinstal·lacions i en el marc d'arts en principi escèniques, com la música i la dansa és indispensable als gèneres del videoclip i la videodansa respectivament. A les accions artístiques i els espectacles dramàtics el vídeo i les projeccions s'usen com a suport i part de l'escenografia i posada en escena.
A les arts escèniques, es fa servir actualment també als assajos en el procés de creació de coreografies, ja que resulta molt més ràpid i pràctic que alguns antics llenguatges per a transcriure-les, com el Laban. També permet guardar aquesta mena d'obres espectaculars (teatre, dansa, òpera, etc.) que, en ser efímeres i perdre's en el moment de ser creades, fins al segle xx desapareixien per complet, de manera que l'única manera de perdurar-les era la memòria col·lectiva per transmissió oral, i fins i tot només a nivell d'estudi històric només es disposava, com a molt, d'informació incompleta i fragmentada: alguna foto o dibuix, una partitura, un text dramàtic, etc.

### Educatives
El vídeo educatiu permet informar sobre un tema, és una activitat motivadora i permet formar a l'alumne i al professor. Per una banda, l'alumne pot obtenir informació i recursos audiovisuals. Per l'altra, el professor pot preparar les classes d'una manera més didàctica.
El segon ús que els mestres fan del vídeo és per a motivar als seus estudiants. El seu "poder" emana directament de les possibilitats d'atraure i capturar l'atenció que desperta el llenguatge audiovisual, i les seues influències directes en les emocions.

#### El vídeo com a instrument de coneixement
El vídeo és un instrument idoni perquè els alumnes l'utilitzen per a analitzar el món que els envolta i expressar-se a través d'ell. I aconseguir d'aquesta manera que els alumnes no siguen merament receptors passius d'informació. Les produccions realitzades pels professors i alumnes contenen una sèrie d'avantatges, com són:
- Caràcter motivador.
- Fora contextualització dels missatges produïts
- Realització del treball des d'una perspectiva col·laborativa, ja que deuen diferenciar-se i repartir-se els rols específics.

El vídeo és un element de treball del grup-classe, que persegueix que l'alumne deixe de ser sols un receptor de codis verbo-icònics, per a convertir-se en emissor de missatges didàctics.
El valor educatiu de la seua utilització radica en els processos que segueixen per a elaborar-los. És a dir, és una activitat que exigeix el treball col·laboratiu entre estudiants i, la responsabilitat de les diferents tasques. Abans de la seua incorporació se'ls deu explicar els diferents rols què són necessaris i quines són les funcions de cadascuna d'ells.
Suposar la utilització implica dues qüestions:
- El domini del llenguatge expressiu i narratiu del mitjà per part del professor i alumnes.
- L'existència d'una mínima dotació tècnica.

La utilització del vídeo com a instrument de coneixement, ens permet obtenir unes conclusions respecte a les seues possibilitats i limitacions:
- La necessitat d'una formació tècnica i didàctica del professorat.
- Una justificació metodològica prèvia per part del professor.
- Partir d'una metodologia d'indagació.
- Augmenta la investigació personal en els estudiants.
- L'avaluació es converteix en un procés formatiu.
- Millora l'ambient i el clima de classe.
- Apropament dels estudiants als contextos naturals.
- Adquisició dels continguts conceptuals referits al maneig tècnic dels equips i a la realització videogràfica.
- Gran motivació en els alumnes, potenciar el desenvolupament d'actituds positives.